# 勾芡

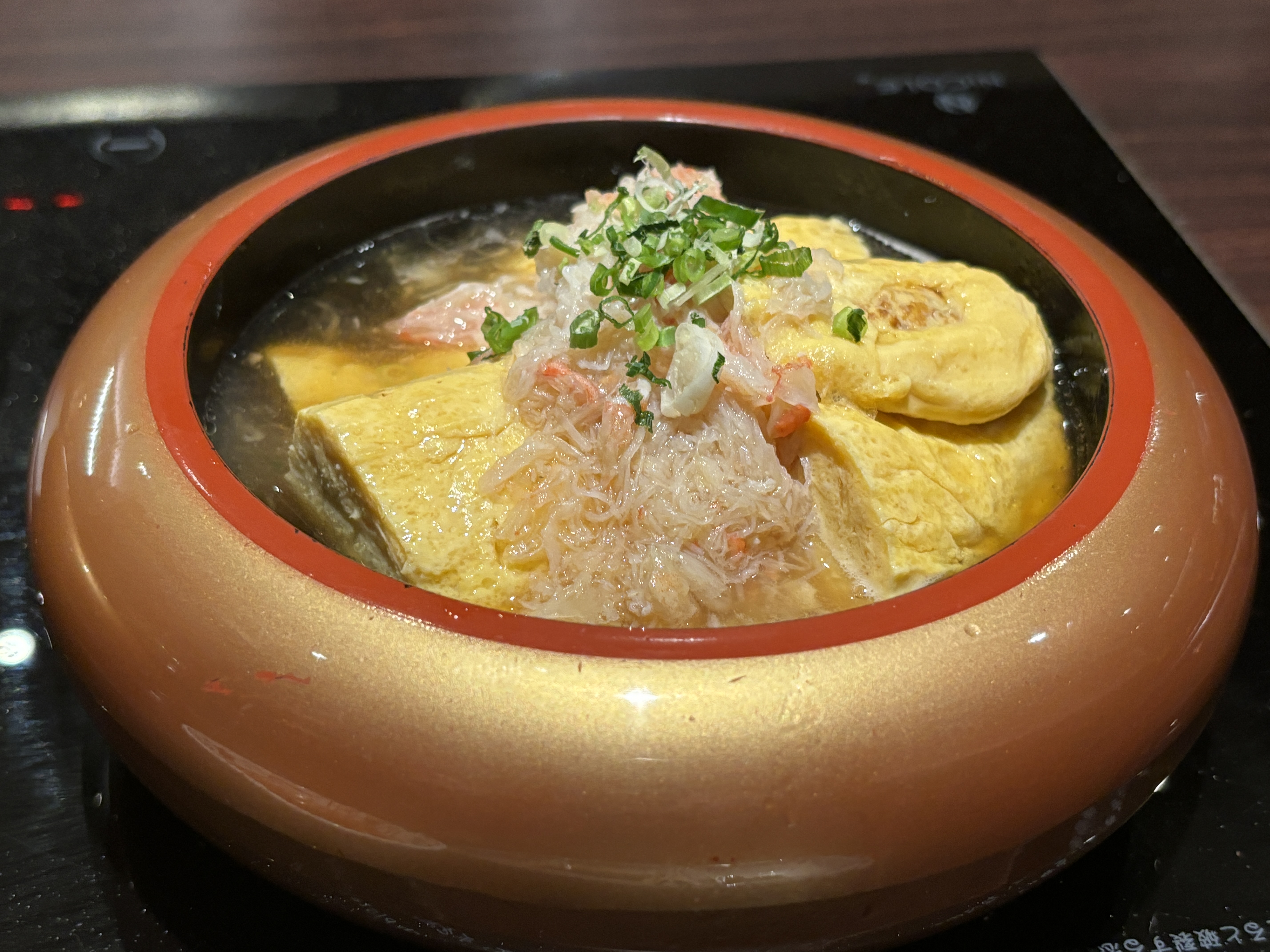
日本料理的玉子烧配蟹肉出汁芡

勾芡，或作勾縴，中國大陸又稱着膩、加滋，粵港澳又稱打芡或打獻，一種烹調方法，加入澱粉作爲增稠劑將調料黏附在食材上。通常用各種澱粉加凉水搅匀的液汁，加進食材之中，使用的澱粉有太白粉、玉米澱粉、菱粉、藕粉、马铃薯淀粉、綠豆粉、麥澱粉等等。
关于“勾芡”一词，清代袁枚认为本应写作“勾縴”，取淀粉将食材“牵合”之意；另有说法指“芡”指芡实，早期烹饪多以芡实淀粉增加粘稠度，故称为“勾芡”。

## 種類
- 厚芡
- 包芡
- 糊芡
- 薄芡
- 流芡
- 米湯芡（又稱奶湯芡）等[3]。